# جیمی گرینهوف
جیمی گرینهوف (انگلیسی: Jimmy Greenhoff؛ زادهٔ ۱۹ ژوئن ۱۹۴۶) یک بازیکن فوتبال اهل بریتانیا است.